# Strømpebukser
Strømpebukser er lange strømper som er tilføjet en "underbukse-del" med elastikbælte – det er altså meget tætsiddende, relativt tynde bukser. Tætheden af disse bukser udmåles i denier. Materialet kan eksempelvis være elastan, lycra eller nylon, eller sågar bomuld. 
Personer, som bærer kjole eller nederdel, plejer ofte at kombinere disse med strømpebukser. Strømpebukser kan også have en praktisk funktion som varmende tøj, der svarer til lange underbukser eller tights.
De allerførst strømpebukser fremstilledes 1956, men de slog ikke igennem før 1960 i Danmark. Oprindeligt var strømpebukser et tilbehør for små piger, medens voksne kvinder bar nylonstrømper. I takt med strømpebuksernes udbredelse blev strømper, som holdes oppe med strømpeholdere, hofteholdere eller korset, mindre almindelige.